# Endasys pseudocallistus
Endasys pseudocallistus là một loài tò vò trong họ Ichneumonidae.